# 漢威爾鎮足球會
漢威爾鎮足球會（Hanwell Town F.C.）是一支位於英格蘭佩里韋爾的半職業足球會，目前於英格蘭足球南部聯賽超聯組南角逐。

## 外部連結
- official club site （页面存档备份，存于）